# Vojko
Vojko je moško osebno ime.

## Izvor imena
Ime Vojko je skrajšana oblika iz slovanskih zloženih imen, ki se začenjajo z Voj-, npr. Vojislav, Vojimir, Vojdrag, Vojteh. Sestavina voj je v starocerkvenislovanščini pomenila »vojak«, v ruščini »vojska«.

## Različice imena
- mošken različice imena: Voja, Vojan, Vojeslav, Vojč, Vojčo, Voin, Vojin, Vojimir,  Vojmil, Vojislav, Voislav, Vojkan,  Vojmir, Vojimir, Vojnimir, Vojkomir, Vojkoslav, Vojo, Vojta, Vojteh, Vojtek
- ženske različice imena: Voja, Vojana, Vojanka, Vojeslava, Vojica, Vojimira, Vojina, Vojinka, Vojslava, Vojislava, Vojka, Vojkica, Vojna, Vojteha

## Tujejezikovne različice imena
- pri Angležih, Nemcih, Poljakih: Wojciech
- pri Čehih: Vojtěch
- pri Slovakih: Vojtech
- pri Madžarih: Béla

## Pogostost imena
Po podatkih Statističnega urada Republike Slovenije je bilo na dan 31. decembra 2007 v Sloveniji število moških oseb z imenom Vojko: 2.065. Med vsemi moškimi imeni pa je ime Vojko po pogostosti uporabe uvrščeno na 107. mesto.

## Osebni praznik
V koledarju je ime Vojko uvrščeno k imenoma Vojteh (Voteh, škof in mučenec, † 23.apr. 997), ki goduje 23. aprila in Gverin (Gverin, italijanski škof, † 6.feb. 1159), ki goduje 6. februarja.